# Tonométer

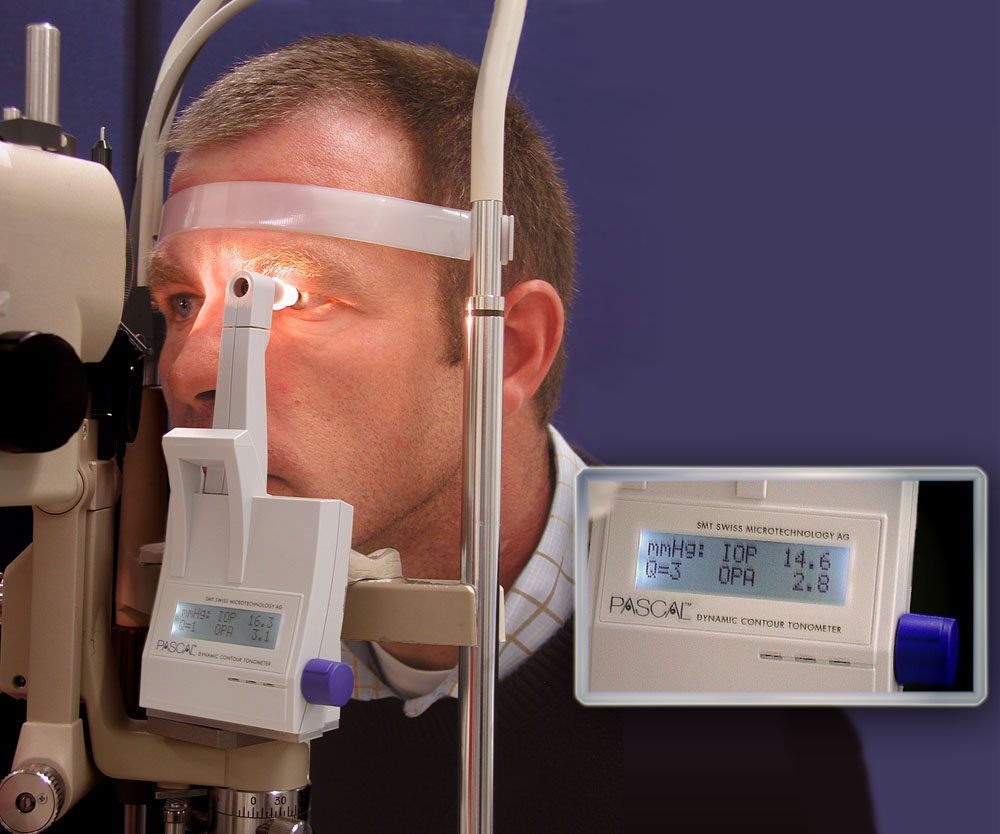
A szem nyomásának mérése érintés nélkül

A tonométer a szem belső nyomásának mérésére szolgáló eszköz.
A nyomásmérést azért fontos elvégezni minden szemvizsgálat alkalmával, mert a nyomás növekedése a zöld hályog kialakulásának jele lehet.
A nyomást hagyományosan higanymilliméterben mérik. Ha a nyomás 21 Hgmm fölött van, az megnövekedett nyomást jelent, bár ez nem minden esetben jelenti azt, hogy glaukóma alakult ki.

## Mérési módszerek
- A legnépszerűbb mérési eljárás az érintés nélküli mérés. A páciens egy gépbe néz, ahonnan gyengéd légfuvallatot bocsátanak a szemre. A levegő által kifejtett nyomás enyhén belapítja a szaruhártyát, ennek mértéke mérhető, és ezt a műszer nyomásértékben jelzi ki. Ez a kapcsolatot nem tekintik a szem érintésének.

- Egy pontosabb módszer a kontakt tonométer, ami külsőre íróeszközhöz hasonlít. A mérés előtt a szemet kissé érzéketlenné teszik speciális szemcsepp alkalmazásával. A műszer hegye megérinti a szemet és megméri a nyomást.

- Az applanációs tonométer nyomást fejt ki a szaruhártyára, aminek belapulását méri. Minél nagyobb a belső nyomás, annál kisebb a belapulás. A mérés előtt a szemet kissé érzéketlenné teszik speciális szemcsepp alkalmazásával. A Schiotz-tonométer súlyt helyez a szemre, és annak belapulását méri. A mérés egyszerű, a műszer hordozható, de a többi módszernél kevésbé pontos eredményt ad.